# Pierre Danos
Pierre Danos (Toulouse, Francia; 4 de junio de 1929 – 16 de enero de 2023) fue un jugador y entrenador francés de rugby union que jugaba en la posición de Medio scrum.

## Carrera

### Club
| Periodo   | Club               |
| --------- | ------------------ |
| 1949-1950 | SC Albi            |
| 1950-1955 | RC Toulonnais      |
| 1955-1966 | AS Béziers Hérault |

### Selección nacional
Debuta con la selección nacional el 29 de agosto de 1954 ante Argentina, y su último partido sería el 27 de febrero de 1960 ante Inglaterra. Jugó en 17 ocasiones con la selección nacional y anotó 15 puntos. Ganaría el torneo de cinco naciones en 1959.

### Entrenador
Dirigió al AS Béziers Hérault de 1966 a 1968.

## Logros

### Club
- Campeonato francés de rugby, 1961
- Desafío Yves du Manoir 1964
- Desafío Antoine-Béguère 1964
- Copa de Campeones Europeos de Rugby 1962[4]

### Selección nacional
- France rugby union tour of South Africa 1958[5]
- Five Nations 1959